# MR-444
La MR-444 Baghira (МР-444 «Багира») è una pistola semiautomatica a doppia azione realizzata in calibro .380 ACP, 9 x 18 mm Makarov e 9 mm Parabellum, dall'azienda russa Izhevsk Mechanical plant. È stata costruita per rimpiazzare le pistole Makarov. Utilizza l'azione a massa battente e ha un caricatore bifilare da 10/15 colpi.

## Struttura
La struttura della pistola è fatta da robusti polimeri termoindurenti, con solo le parti operative costruite in acciaio, il che la rende leggera. La corsa del carrello è data dalla interazione di due parti oblique; una prima posizionata nella parte inferiore della canna e la seconda posta sulla base del meccanismo di ritorno/paracolpi.
Il meccanismo di paracolpi è stato fatto per assorbire e ridurre il carico d'urto di sia la canna che il carrello nella loro posizione posteriore estrema. il percussore ha una caratteristica che sembra il cane di una pistola ad azione singola. Questo permette al portatore di caricare manualmente il percussore, permettendo un'azione doppia o singola. L'estrattore svolge una doppia funzione, sia di estrarre il bossolo sparato, sia di indicare se il caricatore è pieno o vuoto. Se la punta frontale dell'estrattore è lievemente alzato, vuol dire che il caricatore ha ancora colpi, se no è vuoto.